# Абелья, Дамия
Дами́я Абелья Перес (исп. Damià Abella Pérez; род. 15 апреля 1982[…], Фигерес), более известный как Дами́я — испанский футболист, правый защитник.

## Карьера
В начале своей карьеры Дамия выступал за малоизвестный каталонский клуб «Пералада». В сезоне 2002/03 он играл в Терсере (четвёртый испанский дивизион) за резервную команду «Валенсии», затем год провёл в клубе «Фигерас», который выступал в Сегунде B (третий дивизион).
В 2004 году Дамия перешёл в «Барселону B», также игравшую в Сегунде B. Выступая в основном за дублирующий состав, он девять раз привлекался к играм основного состава «Барселоны», с которой в сезоне 2005/06 выиграл чемпионат Испании. В январе 2006 года Дамия на правах аренды перешёл в «Расинг», где стал основным правым защитником клуба. За «Расинг» он сыграл в Примере (высший дивизион) 18 матчей и забил четыре гола.
Летом 2006 года Дамия перешёл в «Реал Бетис», заплативший за него 1 млн евро. Контракт был подписан на пять лет и предусматривал возможность для «Барселоны» выкупить контракт игрока в следующие два сезона. Свой первый сезон в новом клубе Дамия полностью пропустил из-за травмы бедра, полученной ещё во время выступлений за «Расинг». В 2007 году Дамия вернулся в строй и отыграл за «Бетис» два сезона в Примере, а затем один в Сегунде.
После неудачной попытки «Бетиса» вернуться в элиту испанского футбола летом 2010 года Дамия в статусе свободного агента перешёл в «Осасуну», с которой подписал контракт на три года. Он в следующие четыре сезона был основным правым защитником команды, за которую сыграл более 120 матчей. Однако после вылета «Осасуны» из Примеры по итогам сезона 2013/14 руководство клуба вынуждено была сократить расходы на зарплаты футболистам и позволило Дамии покинуть команду в статусе свободного агента.
В летнее трансферное окно 2014 года Дамия перешёл в английский «Мидлсбро», с которыми он подписал двухлетний контракт. Проведя всего семь игр за «Мидлсбро», Абелья в сентябре 2014 года серьёзно травмировал колено, из-за чего более года не выходил на поле в официальных матчах. В мае 2016 года Дамия покинул «Мидлсбро» после истечения срока действия контракта с клубом, приняв решение завершить карьеру.

## Достижения
Барселона
- Чемпион Испании: 2004/05